# 2-я кавалерийская дивизия (формирования 1922 г.)

«На память дорогому товарищу в совместной работе по вербовке добровольцев во 2ю Черниговскую Черказдивизию на Черниговщине. 29.XI.1923 г.»

2-я Черниговская Червонного казачества кавалерийская дивизия (2 кд) — кавалерийское соединение (кавалерийская дивизия) РККА Вооружённых Сил СССР.

## История
6 мая 1922 года 17-я Черниговская Червонного казачества кавалерийская дивизия 1-го конного корпуса Червонного казачества имени Всеукраинского Центрального Исполнительного Комитета получила наименование 2-я Черниговская Червонного казачества кавалерийская дивизия. Управление дивизии и все части находились в г.
97-й, 98-й, 99-й, 100-й, 101-й и 102-й кавалерийские полки получили наименование: 7-й , 8-й, 9-й, 10-й, 11-й и 12-й Червонного казачества кавалерийский полк соответственно.
11 июля 1925 года 2-й Черниговской Червонного казачества конной дивизии присвоено наименование 2-я Черниговская имени Германской компартии Червонного казачества кавалерийском дивизия.
Весной 1936 года 2-я кавдивизия вышла из состава 1 кк и вошла в состав 7 кк. Корпус состоял из 2-й, 23-й, 26-й кавалерийских дивизий.
В 1938 году соединение переименовано в 34 кд.

### Боевая деятельность
1922 год
6 мая. Юго-Западный военный округ Вооружённых Силах Украины и Крыма. 1-й конный корпус Червонного казачества им. Всеукраинского Центрального Исполнительного Комитета.
6 мая 1922 приказом РВСР № 1122/219 (секретным) 17-й Черниговской Червонного казачества кавалерийской дивизии присвоено наименование 2-я Черниговская Червонного казачества кавалерийская дивизия. Начальник штаба дивизии М. И. Фиалковский.
14 октября 1922 начальником 2-й кавдивизии назначен П. П. Григорьев.
1923 год
Начальник кавдивизии П. П. Григорьев. Начальник штаба кавдивизии М. И. Фиалковский.
Ленинский Коммунистический Союз Молодёжи Украины шефствовал над 1-м конным корпусом Червонного казачества. Юноши и девушки приглашались в воинские части корпуса, знакомились с историей корпуса, его выдающимися командирами и казаками. В 1923 части корпуса пополнили 700 комсомольцев УССР.
28 августа вместо Революционный военный совет Республики Россия создан Революционный военный совет СССР. Председателем РВС остался Л. Д. Троцкий.
1924 год
Управление корпуса дислоцируется в г. Винница.
В мае командир корпуса В. М. Примаков назначается начальником Высшей кавалерийской школы в г. Ленинграде.
С 6 сентября 1924 управление корпуса находится в г. Жмеринка.
1925 год
11 июля приказом РВС СССР № 729 2-й Черниговской Червонного казачества кавалерийской дивизии присвоено наименование 2-я Черниговская им. Германской компартии Червонного казачества кавалерийском дивизия.
С 15 декабря управление корпуса дислоцируется в г. Проскуров.
1928 год
Командир дивизии П. П. Григорьев. Начальник штаба дивизии Г. И. Соколов.
Коммунистическая партия Германии являлась шефом 2-й Черниговской им. Германской компартии Червонного казачества кавалерийской дивизии. Пик Вильгельм в 1928 году посетил дивизию.
1930 год. В 1930 началась механизация кавалерии, в состав кавдивизий включены один танковый эскадрон и один эскадрон бронемашин.
1931 год
Командир дивизии П. П. Григорьев. Начальник штаба дивизии Г. И. Соколов. Начальник оперативного отделения штаба дивизии П. М. Синеокий. В 1931 увеличена механизация кавалерии, в состав кавдивизий включен механизированный полк.
1935 год
1 января. Командир дивизии П. П. Григорьев. Помощник командира дивизии по строевой части А. Н. Мосин.
10 мая П. П. Григорьев назначен командиром 7-го кавалерийского корпуса. Командиром 2 кд назначен Н. Л. Маркевич.
В июне начальником оперативного отделения назначен майор И. В. Горбенко.
Социалистическое соревнование пронизывало весь процесс боевой и политической подготовки личного состава округа. Оно проводилось под лозунгами: «Все коммунисты и комсомольцы — отличные стрелки!», «Ни одного отстающего в огневой подготовке!» и другими.
В сентябре Н. Л. Маркевичу и А. Н. Мосину присвоено воинское звание комбриг.
В 1935 в округе формируется 7-й кавалерийский корпус. Управление корпуса находилось в г. Шепетовка районном центре Шепетовского района Винницкой области Украинской Советской Социалистической Республики. Корпус состоял из 23-й, 26-й и 28-й кавалерийских дивизий.
1936 год
1 января
2 кд (7-й, 8-й, 9-й, 10-й кп, 2-й мп, 2-й кап, 2-й осапэ, 2-й оэс). Командир дивизии комбриг Н. Л. Маркевич. ВРИД начальника штаба дивизии майор Иван Васильевич Горбенко, начальник оперативного отделения.
11 апреля 1936 командиром 2 кд назначен комбриг А. В. Горбатов.
Весной 1936 года 2-я кавалерийская дивизия из состава 1-го кавалерийского корпуса выведена и введена в состав 7-го кавалерийского корпуса. Управление дивизии и все части находились в г. Старо-Константинов.
В 1936 году по призыву Политуправления округа в стахановское движение включаются соединения и части округа. Звание стахановца присваивалось подразделениям, частям и соединениям, которые отлично изучили боевую технику, берегли военное имущество, экономили горючие и смазочные материалы.
За большие успехи, достигнутые в освоении боевой техники, Совет Народных Комиссаров СССР наградил орденом Красной Звезды командира 2 кд А. В. Горбатова.
12 сентября
Шепетовские манёвры. 12 — 15 сентября 1936 2 кд участвовала в окружных тактических учениях. Цель учений — совершенсвование боевой подготовки войск. Учения проходили в районе г. Шепетовка Винницкой области, г. Бердичев, г. Житомир. В учениях принимали участие соединения, сформированные в 1936 году. Руководитель учений был командарм 1 ранга И. Э. Якир, его заместителем был помощник командующего войсками округа по кавалерии комкор Тимошенко С. К. Партийно-политической работой на учениях руководил армейский комиссар 2 ранга Амелин М. П.. Штаб руководства возглавлял начальник штаба округа комдив Бутырский В. П.
Участники: с одной стороны — 7-й кавалерийский корпус (2-я, 23-я, 26-я кавдивизии) с приданными ему 15-й, 17-й механизированными бригадами и 135-й стрелково-пулемётной бригадой, 35-й истребительной авиаэскадрильей; с другой стороны — 8-й стрелковый корпус (44-я и 100-я стрелковые дивизии и 3-я кавалерийская дивизия) с приданными ему 12-й, 22-й механизированными бригадами, 34-й истребительной авиаэскадрильей. В стрелковых дивизиях и механизированных бригадах было 450 танков. В авиаэскадрильях было 56 самолётов.
На манёврах войска отрабатывали вопросы наступательного боя и организации подвижной обороны в условиях лесисто-болотистой местности, организации и проведения марша кавалерийского корпуса в предвидении встречного боя с конно-механизированной группой противника, прорыва оборонительной полосы с преодолением водной преграды, ведения подвижной обороны и управления войсками.
14 сентября. Механизированные части вели «бой» в сложных условиях. За два дня в ходе совершения манёвра они прошли до 100 км.
1937 год
1 января
2 кд (7-й, 8-й, 9-й, 10-й кп, 2-й мп, 2-й кап, 2-й осапэ, 2-й оэс). Управление дивизии и все части в г. Старо-Константинов.
Командир дивизии комбриг А. В. Горбатов. Помощник командира дивизии по строевой части полковник И. С. Дуденко. Начальник штаба дивизии полковник С. И. Свирченко. Начальник оперативного отделения майор И. В. Горбенко. Начальник ВХС майор В. Г. Дашкевич.
На вооружении дивизии были быстроходные лёгкие танки БТ, танкетки Т-37/38, легковые, грузовые, специальные автомашины, мотоциклы, тракторы, винтовки, револьверы и пистолеты, ручные, зенитные пулемёты, 45-мм пушки, бронеавтомобили БА, радиостанции, походные кухни.
В июле партийная комиссия КиевВО предъявила командиру 7-го кавкорпуса комдиву П. П. Григорьеву обвинение в связях с «врагами народа», рассказал в своих воспоминаниях командир 2-й кавдивизии комбриг А. Горбатова (в 1937). 22 июля комдив П. П. Григорьев уволен из рядов РККА.
24 июля бывший командир 7-го кавкорпуса комдив П. П. Григорьев арестован. 22 сентября образована Каменец-Подольская область.
Начальник оперативного отделения майор И. В. Горбенко в сентябре назначен командиром 112-го кавполка 28 кд. Начальник отдела тыла 7 кк майор И. П. Попко уволен из рядов РККА 9.10.1937.
29 ноября «План развития и реорганизации РККА в 1938—1942 г.г.» был утверждён постановлением Комитета Обороны при СНК СССР. В этом плане значилось расформирование управления 7 кк.
1938 год
2 кд. Командир дивизии полковник Д. И. Густишев, с 17.02.38 комбриг. В июне 2-я Черниговская им. Германской компартии Червонного казачества кавалерийская дивизия переименована в 34-ю кавалерийскую дивизию 4-го кавалерийского корпуса.

## Состав

### На 6.05.1922
- управление дивизии
- 1-я кавалерийская бригада
  - 7-й Червонного казачества конный полк
  - 8-й Червонного казачества конный полк
- 2-я кавалерийская бригада
  - 9-й Червонного казачества конный полк
  - 10-й Червонного казачества конный полк
- 3-я кавалерийская бригада
  - 11-й Червонного казачества конный полк
  - 12-й Червонного казачества конный полк
- специальные подразделения

### На 1930
- управление дивизии
- кавалерийские полки
- танковый эскадрон
- эскадрон бронемашин
- специальные подразделения

### На 1931
- управление дивизии
- кавалерийские полки
- 2-й механизированный полк
- специальные подразделения

### На 1935
- управление дивизии
- 7-й кавалерийский полк
- 8-й кавалерийский полк
- 9-й кавалерийский полк
- 10-й кавалерийский полк
- 2-й механизированный полк
- 2-й конно-артиллерийский полк
- 2-й отдельный сапёрный эскадрон
- 2-й отдельный эскадрон связи

## В составе
- 1-й конный корпус Червонного казачества им. Всеукраинского Центрального Исполнительного Комитета Юго-Западного военного округа Вооружённых Сил Украины и Крыма (6 — 27.05.1922)
- 1-й конный корпус Червонного казачества им. Всеукраинского Центрального Исполнительного Комитета Украинского военного округа Вооружённых Сил Украины и Крыма (27.05.1922 — 23.08.1923)
- 1-й конный корпус Червонного казачества им. Всеукраинского Центрального Исполнительного Комитета Украинского военного округа Вооружённых Сил СССР (23.08.1923 — 17.05.1935)
- 1-й кавалерийский корпус Киевского военного округа (17.05.1935 — весна 1936)
- 7-й кавалерийский корпус Киевского военного округа (весна 1936 — лето 1938)

## Командование
Командиры дивизии:
- Григорьев, Пётр Петрович (14.10.1922-1935?),
- Маркевич, Николай Леонидович (10.01.1935-03.04.1936), с сентября 1935 комбриг,
- Горбатов, Александр Васильевич, комбриг (11.04.1936-09.1937),
- Густишев, Дмитрий Иванович, (21.07.1937-06.1938) полковник, с 17.02.1938 г. комбриг (на 02.1938 г.).

Начальники штаба дивизии:
- Фиалковский, Михаил Иванович, (19.02.1921-?), …,
- Духанов, Михаил Павлович, (10.1925-01.1926), …,
- Соколов, Георгий Ильич, (10.1928-12.1932), …,
- Горбенко, Иван Васильевич, майор (врид 01-06.1936),
- Свирченко, Сергей Иванович, полковник (арестован 14.09.1937 ? или уволен 16.08.1938).